# Ferruccio Serafini
Ferruccio Serafini (Falcade, 20 gennaio 1920 – Macchiareddu, 22 luglio 1943) è stato un militare e aviatore italiano, asso della Regia Aeronautica durante la seconda guerra mondiale, decorato con la Medaglia d'oro al valore militare alla memoria..

## Biografia
Nacque a Falcade, provincia di Belluno il 20 gennaio 1920, figlio di Sebastiano e Maria Ganz. Dopo aver compiuto gli studi presso scuole locali si trasferì insieme al padre a Mestre, dove entrambi furono assunti presso le Officine Breda. Dedicatosi inizialmente al ciclismo dove ottenne buoni risultati, si appassionò al volo, e per evitare l'arruolamento nella Regia Marina si iscrisse alla Regia Unione Nazionale Aeronautica (RUNA) presente sul campo di Treviso-San Giuseppe. Una volta ottenuto il brevetto di pilota civile di 1° grado si arruolò volontario nella Regia Aeronautica, e il 22 novembre 1939 divenne 1° allievo aviere sergente pilota. Purtroppo quello stesso giorno il fratello Andrea, sottotenente pilota in forza alla 13ª Squadriglia, 26º Gruppo del 9º Stormo Bombardamento Terrestre di stanza a Viterbo, morì in un incidente aereo durante un volo di addestramento a bordo di un velivolo Savoia-Marchetti S.79 Sparviero.

### La seconda guerra mondiale
Il 10 aprile 1940 venne richiamato in servizio attivo e inviato presso la Scuola di primo periodo di Orvieto, dove conseguì l'abilitazione al pilotaggio dell'addestratore IMAM Ro.41. Il 7 giugno, poco prima dell'entrata in guerra del Regno d'Italia, venne trasferito sull'aeroporto di Montecorvino-Rovella. Il 30 maggio 1941 fu inviato a frequentare la scuola di secondo e terzo periodo basata sull'aeroporto di Rimini-Miramare, dove conseguì il brevetto di pilota militare a bordo del biplano da caccia Fiat C.R.32 il 5 giugno dello stesso anno. Il 5 ottobre successivo fu nominato Sergente pilota. Il 4 aprile 1942 fu assegnato al Gruppo Complementare del 51º Stormo Caccia Terrestre basato sull'aeroporto di Ciampino Sud. Il 22 agosto raggiunse a Gela, in zona di operazioni, la 378ª Squadriglia, 155º Gruppo del 51º Stormo allora al comando del tenente colonnello Aldo Remondino.
A partire dall'inizio del mese di ottobre il suo reparto fu pesantemente impegnato sui cieli di Malta.
La prima missione degna di nota da lui effettuata si svolse il 12 dello stesso mese quando fu portato, in diversi momenti della giornata, un pesante attacco agli obiettivi maltesi da parte delle forze aeree italo-tedesche. Nell'ultima sortita i sette C.202 del 155º Gruppo, tra cui il suo, si scontrarono con 16 Supermarine Spitfire, otto del No.229 Squadron ed altrettanti del No.1435 Squadron. Al termine di questo combattimento furono rivendicati, dai reparti italiani, due Spitfire abbattuti e altri due efficacemente mitragliati. I piloti che reclamarono questi successi furono lui, il maggiore Duilio Fanali, e il sergente maggiore Giovanni Gambari, che si divisero, o in collaborazione o individualmente, i due Spitfire britannici.
Due giorni dopo, il 14 ottobre, fu ancora in azione nei cieli di Malta. 13 Macchi M.C.202 del 155º Gruppo insieme a 16 caccia del 20º Gruppo e 40 Messerschmitt Bf 109 di tre Jagdgeschwadern (I./JG 27, I./JG 53 e I./JG 77), effettuarono una missione di scorta a sette Junkers Ju 88 del I./KG 54 in azione di bombardamento sull'aeroporto di Ħal Far.
Serafini decollò con il proprio velivolo, insieme ai compagni di Squadriglia, intorno alle 10.30, incrociando le armi con 24 Spitfires di tre Squadrons (No.185, No.229 e No.1435, ciascuno con otto velivoli) decollati da Malta.
Al termine del combattimento furono rivendicati dai cacciatori italiani quattro abbattimenti più uno probabile per merito del 20º Gruppo in aggiunta ad uno Spitfire distrutto da parte di Serafini e diversi efficacemente mitragliati dagli altri piloti.
Il 19 ottobre il suo aereo, insieme con altri 14 Aermacchi C.202 Folgore del 51º Stormo, 23 velivoli del 153º Gruppo Autonomo e 19 Messerschmitt Bf 109, effettuò una missione di scorta a tre Reggiane Re.2001 della 369ª Squadriglia del 22º Gruppo Autonomo per un bombardamento sull'area di Għargħur con ordigni alari da 100 e 160 kg.
I velivoli dell'Asse furono intercettati nei pressi della baia di San Pawl il-Baħar da otto Spitfire del No.1435 Squadron e sette del No.126 decollati da Luqa. Durante il combattimento rimase leggermente ferito da alcune schegge di proiettili senza gravi conseguenze.
Il 25 dello stesso mese compì l'ultima azione rilevante nei cieli di Malta. Nel pomeriggio cinque C.202 del 155º Gruppo, decollarono insieme a cinque velivoli del 20º Gruppo, 15 aerei del 153º Gruppo e con Messerschmitt Bf 109 tedeschi per una scorta a tre Reggiane Re.2001 in missione di bombardamento su Ta' Venezia. I velivoli italiani vennero intercettati da cinque Spitfire del No.126 Squadron. Al termine dello scontro egli dichiarò l'abbattimento di uno Spitfire del No.126 Squadron.
Il 6 novembre l'intero 155º Gruppo, al comando del maggiore Duilio Fanali, fu trasferito urgentemente sull'aeroporto di El Alouina (Tunisia) nel tentativo di contrastare gli sbarchi anglo-americani in Nord Africa. Il 17 novembre rientrò in Italia (si decise, a seguito dei vari problemi logistici nella struttura aeroportuale tunisina, di rimpatriare quella parte di personale che si trovò in sovrannumero rispetto ai velivoli bellicamente efficienti) scortando un velivolo da trasporto Savoia-Marchetti S.M.82 Marsupiale, mentre l'intero 155º Gruppo lasciò la Tunisia il 7 dicembre riposizionandosi a Gela ed immediatamente dopo rientrando a Ciampino Sud in attesa di nuovi ordini.
A partire dai primi mesi del 1943 al 51º Stormo fu assegnato il compito di difendere i cieli di Roma e Napoli dagli attacchi aerei dei bombardieri alleati. 
Per la protezione della capitale fu utilizzato l'aeroporto di Ciampino Sud, mentre per la città partenopea vennero impegnati i campi di Capodichino e Capua. L'11 aprile partecipò alla missione di intercettazione di una formazione di 20 bombardieri americani in azione su Napoli decollati dalla Libia. Partiti su allarme intorno alle 18.40, otto C.202 Folgore del 155º Gruppo, cinque C.202 del 20º Gruppo e 14 caccia del 22º Gruppo si scontrarono con i bombardieri Consolidated B-24 Liberator del 98th Bombardment Group. Al termine dello scontro il rapporto redatto dal sergente Bruno Munarin, facente parte della seconda pattuglia, citò i precisi attacchi che Serafini, dopo il raggiungimento della quota di 8.500 m, portò a un bombardiere posto sul lato sinistro della formazione. Questo quadrimotore diede segno di essere in difficoltà nella rotta di rientro ma non fu visto precipitare.
Trovandosi in prima linea il 51º Stormo fu destinato ad esser riequipaggiato con i nuovissimi caccia Aermacchi C.205 Veltro, i primi dei quali arrivarono nel mese di maggio. Il 16 dello stesso mese il reparto venne trasferito in Sardegna, e la 378ª Squadriglia fu destinata ad operare dall'aeroporto di Monserrato. 
Il 19 maggio, dalle basi sarde decollarono 27 C.202 del 20º Gruppo, due C.205V e otto C.202 della 378ª Squadriglia, tra i quali il suo, per contrastare formazioni di bombardieri in azione sugli aeroporti italiani e scortati da numerosi caccia Alleati. I velivoli del 20º Gruppo non riuscirono a entrare in contatto con il nemico, mentre i Macchi della 378ª Squadriglia si scontrarono con 23 Lockheed P-38 Lightning dell'82nd Fighter Group di scorta a 24 North American B-25 Mitchell del 321st Bombardment Group diretti sul campo di Villacidro. Nel redigere il proprio rapporto disse aver colpito ripetutamente un P-38 dopo che la formazione di B-25 aveva bombardato la base di Villacidro. L'aereo americano, con una lunga scia di fumo nero, fu visto precipitare verso ovest infilandosi in mare. Anche altre piloti effettuarono delle rivendicazioni ma sembra che in realtà gli americani non persero nessun velivolo.
La mattina del 26 giugno, decollarono da Monserrato, tre C.205V al comando del capitano Bruno Tattanelli avente come gregari lui e il maresciallo Roberto Gaucci. I tre aerei italiani intercettarono, all'altezza di Capo Comino, un solitario ricognitore Alleato lungo la costa della Sardegna. Gaucci e Serafini presero a mitragliare ripetutamente il Martin B-26 Marauder ma quando terminarono le munizioni persero di vista l'aereo. I due piloti italiani ritennero di averlo probabilmente abbattuto viste le difficoltà del velivolo nemico di mantenere la rotta. In effetti, si trattò di un B-26 Marauder del No.14 Squadron della Royal Air Force che precipitò in mare al largo della Sardegna con la perdita dell'intero equipaggio.
Altra missione per il pilota falcadino avvenne il giorno 28 giugno 1943, quando dalle basi sarde decollarono 25 velivoli, compresi sei della 378ª Squadriglia, per contrastare bombardieri e caccia Alleati in missione sugli aeroporti di Decimomannu, Milis, Alghero e Venafiorita, coadiuvati dai Bf 109 del III./JG 77 e del II./JG 51.
La scorta dei caccia ai 72 B-25 Mitchell e 47 B-26 Marauder della 12th Air Force, fu approntata con i Curtiss P-40 del 325th Fighter Group e i P-38 Lightning del 14th Fighter Group che impegnarono combattimento, in diversi momenti, con varie pattuglie delle forze aeree dell'Asse. A bordo del proprio C.205 Veltro, decollato da Monserrato, affrontò, insieme agli altri componenti dei "Gatti Neri", una pattuglia di P-40 ad ovest di Decimomannu. Al termine dello scontro, egli rivendicò l'abbattimento di un caccia avversario, di un secondo in collaborazione con altri piloti ed un terzo come probabilmente distrutto.
Il 22 luglio 1943 si svolse l'ultimo combattimento di Serafini volando a bordo del nuovo Aermacchi C.205 Veltro III Serie. Egli, tormentato da giorni da un fastidioso dolore ai denti, non volle rinunciare al proprio turno di allarme. Di prima mattina decollarono 12 C.205V del 155º Gruppo e nove Macchi del 20º Gruppo per contrastare 48 P-40 del 325th Fighter Group in missione di mitragliamento sulla zona di Sanluri. Gli apparecchi nemici furono avvistati come un diffuso luccichio in distanza, ma non furono attaccati dall'alto con il sole alle spalle (come sarebbe convenuto) ma sul fianco sinistro della formazione e con azioni individuali. Attaccando subito tre Curtiss: uno di essi, dopo che subì le precise raffiche del pilota italiano, sfuggì alle manovre offensive del C.205V, un secondo venne quasi subito abbattuto e trovato in seguito dagli uomini del "Gatto Nero" presso le saline di Elmas. In seguito si mise alla coda di un terzo caccia nemico con il quale cominciò una serie di evoluzioni con raffiche di proiettili scaricati a breve distanza. Il pilota falcadino, dopo aver sparato 600 colpi da 20 mm e 1.000 da 12,7 mm, collise con il P-40 americano facendolo precipitare. Provando prima a rimettere in linea di volo il proprio velivolo, che nell'urto riportò l'asportazione dell'ala, tentòpoi di lanciarsi con il paracadute ma, per la quota troppo bassa, il lancio non riuscì con la conseguente morte del pilota. Il suo corpo fu ritrovato insieme al proprio velivolo a poca distanza da Macchiareddu, e venne inizialmente sepolto nel vicino cimitero di Capoterra, per essere successivamente traslato in quello di Falcade.
Durante l'ultimo combattimento conseguì la sua nona rivendicazione, e per il coraggio dimostrato in quel frangente inizialmente gli fu assegnata la Medaglia d'argento al valor militare trasformata in Medaglia d'oro al valore militare con Decreto del 2 agosto 1946 emesso dal Capo Provvisorio dello Stato. Al Sergente pilota Ferruccio Serafini è intitolato il 51º Stormo dell'Aeronautica Militare Italiana.

### Annotazioni
1. ↑  In ciò aiutato dal fratello maggiore Andrea, anch'esso ufficiale pilota della Regia Aeronautica.
2. ↑  Dopo il trasferimento a Mestre era stato inscritto, per lo svolgimento del servizio militare, nella Leva di mare.
3. ↑  Il velivolo precipitò nei pressi di Lugnano in Teverina, causando la morte dell'intero equipaggio.
4. ↑  Presso tale Gruppo effettuò l'abilitazione al pilotaggio dei caccia Aermacchi C.200 Saetta (16 giugno) e Aermacchi C.202 Folgore (17 luglio).
5. ↑  Dotato di due Gruppi Caccia, il 155° e il 20°.
6. ↑  Quel giorno tale reparto perse sicuramente anche un altro Spitfire, abbattuto in collaborazione: dal tenente Manlio Biccolini dal sottotenente Plinio Sironi, dal sergente maggiore Giovanni Gambari, dal sergente Paolo Pedretti e dal tenente Gianni Rossini del 153º Gruppo Caccia; mentre il capitano Riccardo Roveda ne reclamò un altro probabilmente abbattuto.
7. ↑  Dopo che il reparto aveva svolto solamente poche missioni.

### Fonti
1. 1 2 3 4 5 6  Ufficio Storico dell'Aeronautica Militare 1969, p. 261.
2. 1 2 3 4 5  Gatti 2014, p. 31.
3. 1 2 3 4 5 6 7 8 9  Gatti 2014, p. 32.
4. ↑  Ufficio Storico dell'Aeronautica Militare 1977, p. 166.
5. ↑  Gatti 2014, p. 34.
6. 1 2 3  Gatti 2014, p. 35.
7. 1 2 3  Ufficio Storico dell'Aeronautica Militare 1977, p. 162.
8. 1 2 3  Ufficio Storico dell'Aeronautica Militare 1977, p. 163.
9. ↑  Gatti 2014, p. 37.
10. ↑  Gatti 2014, p. 38.
11. 1 2 3  Gatti 2014, p. 39.
12. ↑   51° STORMO CACCIA (PDF), su eaf51.org, european air force. URL consultato il 3 giugno 2007 (archiviato dall'url originale il 28 settembre 2007).
13. ↑  Regio Decreto del 2 giugno 1944.
14. ↑   Medaglia d'oro al valor militare di Ferruccio Serafini, su quirinale.it. URL consultato il 12 maggio 2013.